# 滨海社区 (三沙市)
滨海社区，是中华人民共和国海南省三沙市西沙区的一个社区，地处南海西沙群岛永兴岛。
2023年，永兴岛上部分居民进行了板房安置搬迁，不晚于当年11月，经西沙区委区政府批复，滨海社区成立。2024年9月30日，社区首次向31名居民颁发居住证。
社区建成时，辖区内有80余间存在安全隐患的旧房、危房，2024年底前，危旧房屋已悉数拆除，社区内现已新建了40余间制式统一的二层活动板房；此外，社区还进行了清理整治、路面硬化、植树绿化等人居条件改善工作。